# Xenokeroplatus continentalis
Xenokeroplatus continentalis är en tvåvingeart som beskrevs av Papp 2006. Xenokeroplatus continentalis ingår i släktet Xenokeroplatus och familjen platthornsmyggor.
Artens utbredningsområde är Thailand. Inga underarter finns listade i Catalogue of Life.